# Амбасада Народне Републике Кине у Џуби
Амбасада Народне Републике Кине у Џуби (енгл. Embassy of the People's Republic of China, Juba) је дипломатско представништво Кине које се налази у главном граду афричке државе Јужни Судан, Џуби. За првог амбасадора изабран је Ли Џингуо.